# Richard Podesta
Richard Podesta (* 1. März 1948 in Rueil-Malmaison) ist ein ehemaliger französischer Radrennfahrer und nationaler Meister im Radsport.

## Sportliche Laufbahn
1966 wurde er Meister der Île-de-France bei den Junioren, dies war sein erster bedeutenderer Erfolg. Anschließend wurde er Mitglied im Verein ACBB Paris, wo u. a. auch Régis Ovion fuhr. Er gewann die Tour du Béarn Aragon und die Gesamtwertung der Trophée Peugeot (eine Jahreswertung für nationale Amateure). Den Titel des französischen Meisters der Amateure gewann er 1971 vor Marcel Duchemin. Bei der Tour de l’Yonne im selben Jahr wurde er Dritter. 1972 wechselte er zum Sprinter Club de Nice, ein Jahr später wurde er Berufsfahrer im Team De Kova–Lejeune, in dem Lucien Aimar Kapitän war. Im ersten Jahr als Profi gewann er die Nachwuchswertung der Fernfahrt Paris–Nizza. Er fuhr im Juli die Tour de France, musste aber auf der 11. Etappe aufgeben. Auch bei einigen der Monumente des Radsports war er am Start, ohne eine vordere Platzierung zu erreichen.